# Климово (Пестовский район)
Климово — деревня в Пестовском районе Новгородской области, входит в состав Пестовского сельского поселения. Население по всероссийской переписи населения 2010 года — 6 человек (двое мужчин и 4 женщины).
Площадь территории деревни — 19,6 га. Климово находится на высоте 130 м над уровнем моря, в 1,5 км к северо-востоку от деревни Борисово, к востоку от реки Молога в 1 км к северу от административной границы Новгородской области и Тверской.

## История
Деревня Климово прежде Никольской волости Весьегонского уезда Тверской губернии. Деревня, после установления советской власти, в составе Семытинского сельсовета уезда, с 14 января 1929 года в составе Семытинского сельсовета Михайловского района Бежецкого округа Центрально-Промышленной области РСФСР, которая 3 июня 1929 года была переименована в Московскую область. По постановлению ЦИК и СНК СССР от 23 июля 1930 года Бежецкий округ был упразднён, а район перешёл в прямое подчинение Мособлисполкому. По постановлению Президиума ВЦИК от 12 сентября 1930 года Семытинский сельсовет перечислен в Пестовский район Ленинградской области. По Указу Президиума Верховного Совета СССР от 5 июля 1944 года Пестовский район был передан из Ленинградской области во вновь образованную Новгородскую область. Во время неудавшейся всесоюзной реформы по делению на сельские и промышленные районы и парторганизации, в соответствии с решениями ноябрьского (1962 года) пленума ЦК КПСС «о перестройке партийного руководства народным хозяйством» с 10 декабря 1962 года был образован, в числе прочих, крупный Пестовский сельский район на территории Дрегельского, Пестовского и Хвойнинского районов, а 1 февраля 1963 года административный Пестовский район в числе прочих был упразднён. Пленум ЦК КПСС, состоявшийся 16 ноября 1964 года восстановил прежний принцип партийного руководства народным хозяйством, после чего Указом Верховного Совета РСФСР от 12 января 1965 года сельские районы были преобразованы вновь в административные районы и решением Новгородского облисполкома № 6 от 14 января 1965 года деревня и сельсовет вновь в составе Пестовского района.
С принятием закона от 6 июля 1991 года «О местном самоуправлении в РСФСР» была образована Администрация Семытинского сельсовета (Семытинская сельская администрация), затем Указом Президента РФ № 1617 от 9 октября 1993 года «О реформе представительных органов власти и органов местного самоуправления в Российской Федерации» деятельность Семытинского сельского Совета была досрочно прекращена, а его полномочия переданы Администрации Семытинского сельсовета. По результатам муниципальной реформы, с 2005 года деревня входит в состав муниципального образования — Пестовское сельское поселение Пестовского муниципального района (местное самоуправление), административным центром которого является деревня Русское Пестово; по административно-территориальному устройству подчинена администрации Пестовского сельского поселения Пестовского района. В 2012 году Новгородская областная дума (постановлением № 50-5 ОД от 25.01.2012) постановила уведомить Правительство Российской Федерации об упразднении в числе прочих Семытинского сельсовета Пестовского района.